# Trudruá Dorrico
Trudruá Dorrico, nascida Julie Dorrico (Guajará-Mirim), é uma escritora indígena brasileira, de etnia Macuxi. Doutora em Teoria da Literatura pela Pontifícia Universidade Católica do Rio Grande do Sul (PUCRS) e Mestre em Estudos Literários pela Universidade Federal de Rondônia.

## Infância e educação
Julie Dorrico nasceu em Guajará-Mirim, em Rondônia, filha de uma guianense e de um peruano que era minerador de ouro. Ela passou a infância no distrito do Abunã, que, em 2010, tinha uma população de 1.648 habitantes, e um total de 702 domicílios particulares.
Desde a infância, Julie era apaixonada por livros, se debruçando sobre a literatura brasileira. Ela conta que não havia nenhum livro indígena em sua escola.
"No chão da minha memória/ corre a menina com as árvores. /As gentes são tudo aquilo que conversam com o seu coração."— Julie Dorrico, em "Eu sou Macuxi e outras Histórias"
Julie tem diploma de doutorado em Teoria da Literatura pela Pontifícia Universidade Católica do Rio Grande do Sul (PUCRS) e de mestrado em Estudos Literários pela Universidade Federal de Rondônia. Em seu Doutorado, ela estudou o livro "A queda do céu", do xamã yanomami Davi Kopenawa em parceria com o antropólogo francês Bruce Albert, tendo sido aprovada em primeiro lugar no processo seletivo da PUC-RS.

## Ativismo
Julie Dorrico tem atuado para difundir as culturas indígenas brasileiras, em especial escritoras e escritores das diversas etnias que habitam o Brasil. Para isso, ela está engajada em dois perfis do Instagram "Leia mulheres indígenas" e "Leia autores indígenas", e é administradora do canal no YouTube Literatura Indígena Contemporânea. Durante a pandemia de COVID-19, ela fez muitas lives-entrevistas com escritores e artistas indígenas, como Eliane Potiguara, Daniel Munduruku e Kunumi MC.
Ela também escreve para uma coluna do portal ECOA/UOL, onde assina com o nome Trudruá Dorrico; apresentou uma plaestra no TEDxUnisinos intitulada "A literatura indígena: conhecendo outros brasis"; foi uma das curadoras da "I Mostra de Literatura Indígena: território de palavras ancestrais", no Museu do Índio (UFU), e da Balada Literária 2021; e foi uma das juradas do Prêmio São Paulo de Literatura em 2022.
Além da publicação literária, ela publicou também diversos estudos, artigos em revistas e eventos acadêmicos. Ela também vem ministrando diversas palestras sobre literatura indígena ao redor do Brasil.

## Vida pessoal
Durante os estudos do Doutorado, na cidade de Porto Alegre-RS, após um evento com palestras de Daniel Munduruku e Kaka Werá, ela perguntou para a mãe, ao telefone, se tinha ascendência indígena e soube que sua bisavó era da etnia Macuxi.

## Reconhecimento
Em 2019, seu livro “Eu sou Macuxi e outras histórias” recebeu o prêmio FNLIJ/UKA Tamoios de Textos de Escritores Indígenas.

## Obras

### Poesia e conto
- Eu sou macuxi e outras histórias.[20][21][22]

### Organização e coautoria
- 2020 — Poesia indígena hoje: resiliência. Dossiês 1. Revista p-o-e-s-i-a, n. 1; Editora Unicamp.
- 2020 — Literatura indígena brasileira contemporânea: autoria, autonomia e ativismo; Editora Fi.
- 2018 — Literatura indígena brasileira contemporânea: criação, crítica e recepção. Editora FI.[23]
- 2018 — Direitos humanos às bordas do abismo: interlocuções entre direito, filosofia e artes. 1ª ed. Praia Editora.
- 2017 — As diferenças no ensino de filosofia: reflexões sobre filosofia e/da educação. 1ª ed., Editora Fi.

### Participações em antologias
- 2023 — Originárias: Uma antologia feminina de literatura indígena, Companhia das Letrinhas.[24]
- 2023 — Terrores Latinos, Luva editora.[25]
- 2022 — Jenipapos: Diálogos sobre viver, Itaú Social /Mina Comunicação e Arte.[26]
- 2021 — De repente adolescente, Companhia das Letras.[27]
- 2020 — Geração 2010 – O sertão é o mundo, Editora Reformatório.[28]